# Tjerk Vermaning

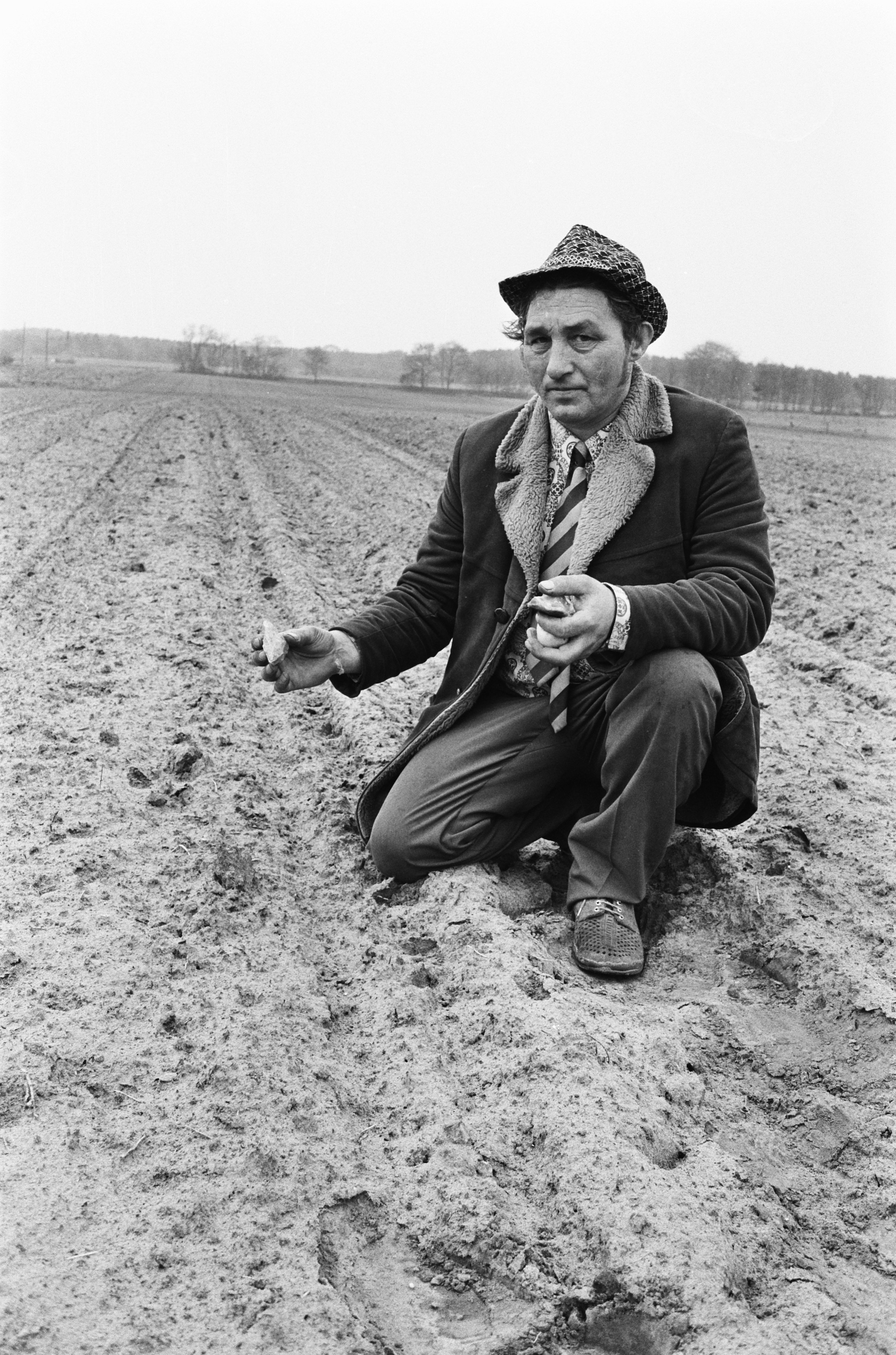
Vermaning (Drenthe, 1975)

Tjerk Vermaning (Staphorst, 18 januari 1929 – Groningen, 11 oktober 1987) was een omstreden Nederlandse amateurarcheoloog en verzamelaar van fossielen en oudheden, voornamelijk actief in de provincie Drenthe. Hij verwierf bekendheid door zijn aanvankelijk opzienbarende vondsten in de jaren 60 en 70 van de 20e eeuw van stenen werktuigen uit de oudheid, die later vervalsingen bleken te zijn.
Vermaning ontdekte ook vele echte artefacten, waaronder de eerste vindplaats in Noord-Nederland van de Ahrensburgcultuur. Hij deed deze vondsten eind jaren 1960, begin jaren 1970 bij het Drentse Bovensmilde. Vermaning wist echter zelf niet dat het om materiaal van deze zeldzame laatpaleolithische cultuur ging. Beroepsarcheoloog Marcel Niekus stelde als eerste vast dat het werktuigen van deze rendierjagerscultuur betrof.
Vermaning was de zoon van een binnenschipper. Hij voorzag in zijn levensonderhoud met de reparatie van landbouwwerktuigen en het slijpen van messen van maaimachines waarvoor hij rondtrok door Drenthe en Friesland. Later leefde hij enige tijd van een subsidie van de provincie Drenthe en van de verkoop van de door hem gevonden fossielen en artefacten aan musea. Ten tijde van de zogeheten Affaire-Vermaning leefde hij op het woonschip Gerrit Lucas, aangemeerd in de gemeente Meppel.

## Archeologische vondsten
Vermaning was op 12-jarige leeftijd geïnteresseerd geraakt in oudheidkunde. Geïnspireerd door het aanschouwen begin jaren 60 van een vondst uit 1939, de vuistbijl van Wijnjeterp, raakte Vermaning op ongeveer dertigjarige leeftijd geïnteresseerd in het zelf verrichten van archeologische opgravingen. Hij zocht in Drenthe op akkers met kennelijk succes naar vuurstenen werktuigen. Voor het op naam brengen van zijn vondsten nam hij contact op met beroepsarcheologen en kwam daarvoor veel bij het Drents Museum.

### Hoogersmilde
in 1965 claimde Vermaning op 36-jarige leeftijd de ontdekking van een tweetal volgens hem bijeenhorende slachtplaatsen van mammoetjagers op de grond van boer W. Vos aan de Roelfsemaweg op ongeveer 200 meter van de televisietoren van Hoogersmilde. Het was de eerste keer dat in Noord-Nederland op een vindplaats meerdere werktuigen bij elkaar werden gevonden.
Deze vondsten, totaal 127 stenen werktuigen of althans op werktuigen gelijkende stenen, werden eind oktober van datzelfde jaar aangekocht door de provincie Drente voor 10.000 gulden, waarvan de grondeigenaar landbouwer Vos en vinder Tjerk Vermaning op grond van de regeling voor schatvinding in het Burgerlijk Wetboek elk de helft ontvingen. Aanvankelijk werd daarbij gedacht aan het Laat-Acheuléen en een ouderdom van 55.000 jaar. Later werden deze vondsten toegeschreven aan een "later Mousterien met Acheul-invloed". Het Mousterien betreft het type stenen werktuigen van de neanderthaler. Gesteld werd dat ze een ouderdom bezaten van ongeveer 70.000 jaar. De vondsten zouden door hem zijn aangetroffen in een "gediepploegde" akker, vermoedelijk afkomstig uit de bovenste lagen van de tijdens het Eemien verweerde "blauwe" keileem, het zogeheten keizand.

### Hijken
In augustus 1967 claimde Vermaning de ontdekking van een volgend "mammoetjagerskampement" bij Hijken met ruim 400 artefacten die overeenkomsten vertoonden met de eerdere vondsten te Hoogersmilde. Aanvankelijk weigerde hij de exacte vindplaats ervan aan te wijzen. In 1968 zou Vermaning hiervan een deel verkopen. Na deze vondst zou Vermaning beweren dat hij zo goed wist waar hij moest zoeken, dat professor Waterbolk dit slechts kon verklaren door hem "paranormale gaven" toe te meten. Door dergelijke uitlatingen zou Vermaning vervolgens steeds meer wrevel en argwaan oproepen bij de gevestigde wetenschap. Later zou hij zich daadwerkelijk zelf ook beroepen op "paranormale ontmoetingen met neanderthalers" en een "paranormale begaafdheid" waarover hij zou beschikken, ter verklaring van zijn grote vondsten: visioenen zouden hebben geleid tot archeologische voltreffers.

### Schedel van Smilde
In 1970 claimde Vermaning in het bezit te zijn geraakt van een schedelfragment van een neanderthaler, die hij op zijn woonschip in een kluis bewaarde en hem zou zijn toegespeeld door "enkele bouwvakkers" die deze bij werkzaamheden in Smilde zouden hebben gevonden. Na twee koolstofdateringen (14C) bleek dat de schedel niet ouder is dan de 17e eeuw..

### Eemster
In 1972 claimde Vermaning de vondst van zeer oude stenen werktuigen bij Staphorst, die zelfs op 250.000-500.000 jaar oud werden geschat en vergeleken met de stenen werktuigen die waren gevonden in Vértesszőlős, Hongarije, en nog 17 stenen werktuigen bij Eemster (gemeente Dwingeloo), die hij aanvankelijk geheim had gehouden. Het betrof werktuigen die wel 80.000 tot 90.000 jaar oud zouden zijn. De eerste ervan zou hij hebben aangetroffen in de "stenenvanger" van de aardappelmeelfabriek Oranje in Hijken, wat hem de aanwijzing zou hebben opgeleverd te gaan zoeken in Eemster. Daarbij zou hij op de betreffende akker 162 stenen werktuigen hebben gevonden. De eigenaar van de akker stelde hij er niet van op de hoogte. Hij kondigde aan er "nog wel 1000" te zullen vinden. Uiteindelijk werden het er 543.
Op 31 oktober 1972 verkochten Vermaning en zijn echtgenote Grada Vermaning-Jansen de door het Biologisch-Archeologisch Instituut van de Rijksuniversiteit Groningen getaxeerde collectie van door Vermaning geclaimde prehistorische vondsten aan Gedeputeerde Staten van de provincie Drenthe.
Vermaning zou aldus tussen 1965 en 1972 in Drenthe zelf drie veronderstelde vondstcomplexen hebben ontdekt uit het middenpaleolithicum: Hoogersmilde (twee concentraties die werden aangeduid als Hoogersmilde A en B), Hijken en Eemster (Lheebroek). Later leek daaraan ook nog een concentratie te Ravenswoud te kunnen worden toegevoegd. Deze vondsten zouden betekenen dat de bewoningsgeschiedenis van Drenthe en daarmee ook Nederland met dertig à vijftigduizend of zelfs honderdduizend jaar verlengd werd, iets waarop Vermaning zelf prat ging als was het een persoonlijke verdienste van hem. In zijn uitlatingen leek hij sterk gedreven door rancune jegens wat hij noemde "de hoge heren" en confessionele politici zoals de voormalige Nederlandse premier Colijn, die volgens hem de mensen "dom wilden houden"" met het Scheppingsverhaal. Om zijn archeologische activiteiten te ondersteunen ontving Vermaning een jaarlijkse financiële vergoeding van het museum dat later ook een deel van zijn collectie aankocht. In 1966 werd aan hem voor zijn bijdrage aan de kennis van het prehistorisch erfgoed van de provincie de 'Culturele prijs van Drenthe' uitgereikt.

## De affaire-Vermaning

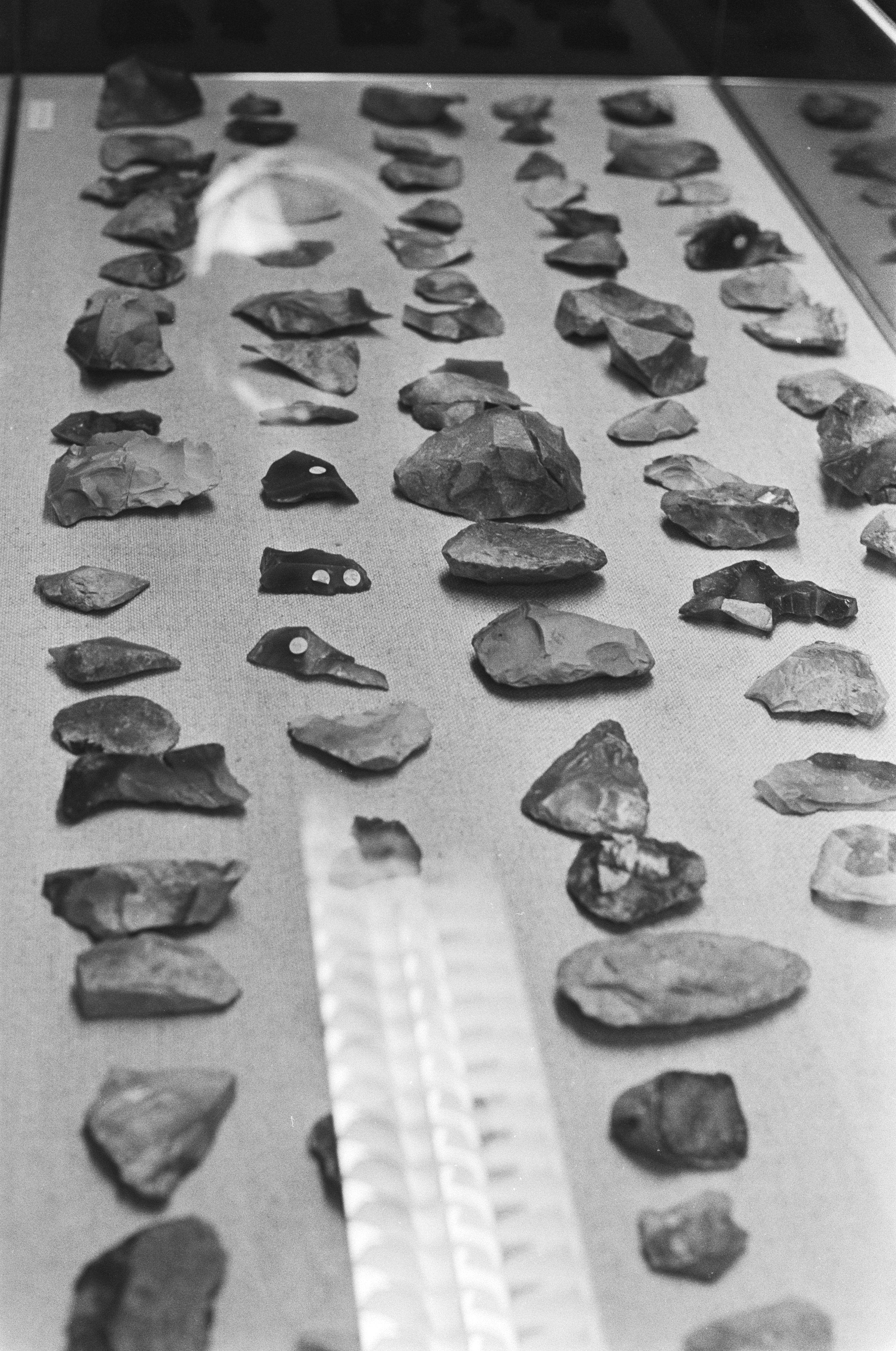
Expositie van vondsten van Vermaning (1982)

Vermaning lag geregeld in de clinch met het Biologisch Archeologisch Instituut. Meestal waren de noordelijke dagbladen het podium van de heftige meningsverschillen, doordat hij de journalisten daarvan optrommelde.
Vermaning werd door velen om zijn deskundigheid geprezen, maar raakte echter vooral bekend toen hij van zijn voetstuk viel door de media-aandacht rond de strafvervolging die in 1975 tegen hem plaatsvond op verdenking van het delict oplichting. De eigenaar van de aangekochte collecties, Gedeputeerde Staten van Drenthe, had daarvan aangifte gedaan. In wetenschappelijk onderzoek door de archeologen Tjalling Waterbolk, die Vermanings vondsten in 1973 nog als authentiek paleolithisch had erkend en Dick Stapert, sinds 1974 medewerker van het Biologisch Archeologisch Instituut (BAI), waren twijfels gerezen omtrent de echtheid van de artefacten. Die twijfels baseerden zij onder andere op de staat van de artefacten, het materiaal waaruit ze bestonden en de mate van vakmanschap waarmee ze gemaakt waren. In feite waren volgens Waterbolk en Stapert het materiaal, de vondstomstandigheden en de vindplaatsen alle verdacht. Volgens hen werd niet meer dan een vuursteen gevonden zodat zij vermoedden, dat een afgeslagen vlijmscherpe vuursteen met behulp van een platte lat de bodem was ingedrukt. Sommige stafleden van het BAI meenden dat een deel van de artefacten uit bijvoorbeeld akkers op Jutland afkomstig kon zijn en dat de vindplaatsen ervan niet authentiek waren, maar de artefacten zelf niet vals. Omdat Vermaning ruim 80.000 gulden zou hebben ontvangen voor de als echt verkochte vervalsingen, werd hij verdacht van oplichting. Critici merkten op dat de wetenschappers die eerder de artefacten echt hadden bevonden in deze affaire hun eigen falen weerspiegeld zouden behoren te zien.
Hoewel Vermaning in de loop der jaren duizenden artefacten als paleolithische 'stenen werktuigen' had aangeleverd (totaal betrof het circa 60.000 stenen artefacten), beperkte de strafzaak zich tot vijf gevallen, die werden aangeduid als respectievelijk I-A de Blauwmeerbijl, 1-B de Leemdijkbijl, I-C de schaaf uit Hijken, I-D een natuurproduct uit Hijken en I-E een steenafslag uit Hijken. De artefacten uit de vondstgroepen Hoogersmilde (ca. 127 stuks) en Hijken (circa 402 stuks) werden 'verjaard' geacht en niet in de tenlastelegging opgenomen. Hij werd in de dagvaarding van 17 december 1976 ervan beschuldigd de vijf genoemde stenen geheel of ten dele valselijk te hebben vervaardigd, of hebben doen vervaardigen en ze te koop had aangeboden als echte en onvervalste stenen voorwerpen uit de prehistorie.
De strafzaak, de media-aandacht eromheen en de vervolgschermutselingen tussen voor- en tegenstanders zijn bekend geworden als de Affaire-Vermaning. Vermaning met zijn vondsten werd daarin door sommigen bewonderd als een vermeende voorvechter, een gewone man die een dappere strijd zou voeren tegen de gevestigde wetenschap en een vermeende arrogantie van 'de geleerden'.
Vermaning werd op 18 maart 1975 door de politie aangehouden. Na op de openbare weg als verkeersdeelnemer staande gehouden te zijn voor een schijnbare verkeerscontrole, volgde arrestatie wegens verdenking van oplichting. Hij werd voor verhoor ingesloten op het bureau van de rijkspolitie aan de Beilerstraat in Assen en na 26 uur weer vrijgelaten. Als advocaat koos hij M.G. Doornbos uit Assen, die zijn raadsman zou blijven tot aan het strafvonnis van 6 juni 1977. Tijdens de hier opvolgende strafzaak werden de conclusies van het B.A.I. ondersteund door diverse getuige-deskundigen (onder anderen de Duitse archeoloog Gerhard Bosinski, de auteur van Die mittelpaläolithischen Funde im westlichen Mitteleuropa) en door een onafhankelijk rapport van het Gerechtelijk Laboratorium. De bewering van Stapert, dat álle stenen van Vermaning uit vers bewerkte stenen zouden bestaan, die later met elektrische slijpschijven zouden zijn bewerkt, bleek niet aangetoond te kunnen worden. Een aantal amateurarcheologen rond Ad Wouters was overtuigd van de echtheid van de artefacten en ijverde voor vrijspraak. Vermaning werd echter in eerste instantie schuldig bevonden aan oplichting en in 1977 veroordeeld tot een maand gevangenisstraf. Hij ging in hoger beroep en werd daarop in 1978 vrijgesproken, omdat niet kon worden bewezen dat hij zelf degene was geweest die de betreffende artefacten had vervalst. Vermaning ontving 5000 gulden schadevergoeding, omdat hij anderhalve dag gedetineerd was geweest, alsmede een vergoeding wegens gemaakte kosten van hfl. 60.000,-.
Vermaning stelde zich aangetast te voelen in zijn goede naam, door de strafvervolging die uiteindelijk in hoger beroep niet had geleid tot bewezenverklaring van de aan hem ten laste gelegde feiten. Hij was voor de rest van zijn leven verbitterd en vijandig ten opzichte van de professionele archeologie. Hij overleed op 58-jarige leeftijd in het Academisch Ziekenhuis van Groningen en werd enkele dagen later gecremeerd. Zijn as werd een half jaar later verstrooid over het veld in Hoogersmilde waar hij zijn eerste vondsten had gedaan.

### Chronologie van de affaire-Vermaning

#### Vooronderzoek
- 10 maart 1975: Dick Stapert en H.T.Waterbolk voltooien hun Voorlopig Rapport van 8 pagina's, waarin zij Tjerk Vermaning betichten van oplichting (Het Eindrapport zou een jaar later volgen). Waterbolk herroept de inhoud van zijn publicatie in Paleaohistoria waarin door hem en Van der Waals uitgegaan werd van de echtheid van de vondsten. Dit Voorlopig Rapport spitste zich toe op vier punten:
  - Het opgeven van valse vindplaatsen. Vermaning had zelf her en der stenen in de grond gestopt.
  - Vermaning had met een elektrische slijpschijf krassen op zijn steenvondsten aangebracht om ze oud te doen lijken.
  - De typologie -d.w.z. de vormen van de voor Vermaning gevonden stenen- deugde niet. Er was een ongewone variatie in de typensamenstelling van de collecties, met name de ongeloofwaardige verscheidenheid aan vuisbijlvormen in de groepen Hogersmilde en Hijken.
  - Vermaning had met een kunstmatig glansmiddel de stenen ingesmeerd om daarmee de aanwezigheid van glanspatina te suggereren. Glanspatina is een laagje kiezelzuur (siliciumdioxide), dat zich door chemische processen in de bodem op vuursteen kan vormen. Glanspatina is niet afwasbaar en veroorzaakt op vuursteen een glans, die kan variëren van diep tot licht. Stapert zou erin zijn geslaagd de glans van de stenen van Vermaning af te wassen.
- 11 maart 1975: Stapert en Waterbolk stellen het College van Gedeputeerde Staten van de provincie Drenthe, die vondsten van Vermaning had aangekocht, op de hoogte van hun bevindingen omtrent de gestelde hoedanigheid van vervalsing
- 13 maart 1975: Het College van Gedeputeerde Staten van de provincie Drenthe, namens deze Commissaris van de Koningin Tineke Schilthuis (PvdA) en gedeputeerde T.Boering (PvdA), en conservator G.Elzinga van het Fries Museum doen aangifte bij de Officier van Justitie J. Muntendam te Assen. De politie verricht een huiszoeking op het schip van Vermaning.[23][24]
- 18 maart 1975: Tjerk Vermaning wordt na een justitieel vooronderzoek door de politie te Meppel op de openbare weg aangehouden en vervolgens op het politiebureau verhoord; tevens verschijnt op deze dag een enigszins aangepaste versie van het rapport van Stapert en Waterbolk. In een persbericht stelt de Universiteit van Groningen dat Vermaning opzettelijk onjuiste informatie zou hebben verstrekt over vindplaatsen en vondsten. Gesteld werd dat "zo'n 80%" van zijn "vondsten" vals zou (kunnen) zijn. Er zou van begin af aan twijfel over zijn geweest, maar Vermaning had daarover aldoor geweigerd een discussie aan te gaan met beroepsarcheologen.[25][26][27][28] In de Statenzaal van het Provinciehuis te Assen wordt in een persconferentie door Stapert en Waterbolk samen met de Assense Hoofdofficier van Justitie J. Muntendam een toelichting gegeven door Waterbolk. De afdeling Voorlichting van de Rijksuniversiteit Groningen gaf een persbericht door aan het ANP. In dit persbericht werd gesteld dat een onderzoek door Stapert had uitgewezen dat een groot deel der paleolithische vuistbijlen en andere vuurstenen werktuigen afkomstig van Vermaning recente vervalsingen waren. Daarbij was aangetoond dat de scherpe kanten van de voorwerpen op kunstmatige wijze waren bijgeslepen, waardoor ze een afronding vertoonden, die enigszins lijkt op de afronding welke wel voorkomt bij echte stukken van overeenkomstige ouderdom. Ook is er op stukken een glans aangebracht, die verwijderbaar blijkt te zijn, wat bij natuurlijke vormen van glanspatina ondenkbaar zou zijn. Verder ontbreken bij alle voorwerpen een aantal verschijnselen als windlak, kleurpatina en vorstinwerking, die onmogelijk alle kunnen ontbreken bij vuurstenen voorwerpen, die sinds de eerste helft van de laatste ijstijd aan of nabij het aardoppervlak hebben gelegen. Tot de vervalsingen moesten ook worden gerekend de twee in 1965 door het Provinciaal Museum van Drenthe aangekochte collecties van Hogersmilde, hoewel daar een controleopgraving resultaten zou hebben opgeleverd, die destijds als positief zijn opgevat. Achteraf gezien zou het echter duidelijk en ook heel wel mogelijk zijn, dat de voorwerpen tevoren in de grond zouden zijn gestopt.. Ook twee buitenlandse specialisten, Bordes uit Bordeaux en McBurney uit Cambridge, hadden twijfels geuit aan de authenticiteit van de voorwerpen. Er zouden aanwijzingen zijn dat Vermaning opzettelijk onjuiste inlichtingen over de vindplaatsen en vondsten had verstrekt. Omtrent het voor de hand liggende vermoeden dat hij ervan op de hoogte was dat de voorwerpen onecht waren en dat hij zelf (een der) vervalser(s) was, zou alleen justitieel onderzoek verheldering kunnen verschaffen.
- april 1975: rechter-commissaris W.C.van Oordt te Assen geeft opdracht aan net Gerechtelijk Laboratorium van het ministerie van Justitie te Rijswijk een onderzoek in te stellen naar de echtheid van de door de provincie aangekochte vondsten. Het laboratorium ontving daartoe de vijf "niet verjaarde" stenen I-A, I-B, I-C, I-D en 1-E, alsook II vijf stenen die Vermaning had geruild voor een tandartsbehandeling te Oosterwolde en III een zeer grote hoeveelheid stenen en bijlen respectievelijk afkomstig van het Fries Museum, de privé-collectie van Vermaning, het Provinciaal Drents Museum en zeer veel ander vergelijkingsmateriaal.
- 10 april 1975: G. Boom van het Interfacultair Instituut Electromicroscopie van de Rijksuniversiteit Groningen voltooit een oppervlakteanalyse op zowel de vondsten van Vermaning als op vergelijkingsmateriaal van andere herkomst, andere wel als authentiek aangemerkte stenen werktuigen
- 22 augustus 1975: Het Gerechtelijk Laboratorium bericht over het voorlopig onderzoek, dat werd uitgevoerd door E.R. Groeneveld, J.W. Verburgt en directeur A.H. Witte. Alleen de beide vuistbijlen I-A en I-B lijken aanknopingspunten te bieden voor een onderzoek. De vuistbijl I-A vertoont duidelijke sporen van een mechanische bewerking (slijpsporen) die niet op natuurlijke wijze kunnen worden verklaard. Vuistbijl I-B vertoont juist op de vlakken talrijke krassporen en blijkt een glans te hebben die voor een groot deel verdwijnt na een behandeling met petroleumether, "in tegenstelling tot steen met een natuurlijk patina". Ook voor die vuistbijl geldt dat zij het ontstaan van het uiterlijk niet op een natuurlijke wijze kunnen verklaren. Voor een verantwoorde interpretatie van het waargenomene ontbreekt echter voorshand nog het juiste vergelijkingsmateriaal, in casu soortgelijk gekleurde vuursteenstukken die door zandgeleidingsbuizen zijn getransporteerd. Bij het onder III aangeboden materiaal bevindt zich een bijl gemerkt Q van de vindplaats Hijken en afkomstig uit het Provinciaal Drents Museum, waarop een glanzende, doorzichtige substantie aanwezig is, deels afgezet in druppelvorm. Bij het onderzoek van deze substantie met behulp van pyrolyse-gaschromatografie werd vastgesteld dat het hier een polyester-product betrof, een moderne kunststof. Directeur Witte verzoekt daarom de rechter-commissaris te Assen om de aanwijzing van externe, gespecialiseerde deskundigen op geologisch en archeologisch gebied voor het opgedragen onderzoek naar de vondsten. Voorgesteld worden Professor G.C. Maarleveld uit Ede als deskundige voor de geologische facetten en Professor McBurney van de Faculty of Archaeology and Anthropology van de Universiteit van Cambridge.
- 17/18 december 1975: De rechter-commissaris te Assen verzoekt Stapert en Waterbolk om een nadere toelichting van hun rapport
- 1 april 1976: Waterbolk en Stapert overhandigen beiden afzonderlijk hun Eindrapport aan de rechter-commissaris te Assen
- 17 december 1976: Vermaning wordt gedagvaard om terecht te staan op verdenking van oplichting

#### Strafzaak Rechtbank Assen
- 2 februari 1977: Eerste zitting van de Rechtbank te Assen in de strafzaak tegen Tjerk Vermaning, waarin aan hem ten laste wordt gelegd dat hij zich door het vervalsen en als echt te koop aanbieden van stenen werktuigen zich zou hebben schuldig gemaakt aan oplichting
- 7 februari 1977: de Officier van Justitie eist 4 maanden gevangenisstraf tegen Vermaning.[29]
- 21 februari 1977: De Rechtbank wijst een tussenvonnis waarin beslist wordt dat de Duitse onderzoeker Gerhard Bosinski als externe deskundige wordt aangewezen
- 9 mei 1977:Bosinski overhandigt het rapport van zijn bevindingen aan de Rechtbank te Assen. Nederlandse vertaling "Rapport n.a.v. de steentijdvondsten van Tj. Vermaning", 9 mei 1977.
- 6 juni 1977: Tweede zitting van de Rechtbank te Assen. Hierop wordt Bosinski als getuige-deskundige gehoord.[30][31][32][33][34]
- 17 juni 1977: De Rechtbank te Assen verklaart Tjerk Vermaning schuldig aan de tenlastegelegde meerdere malen gepleegde oplichting en veroordeelt hem tot een maand voorwaardelijke gevangenisstraf met een proeftijd van twee jaar. Vermaning tekent hoger beroep aan
- 9 maart 1978: De advocaat van Vermaning stelt voor de behandeling van het hoger beroep bij het Gerechtshof dat de omstreden collecties van de vondsten te Hoogersmilde en Hijken incompleet zijn.

#### Hoger beroep Gerechtshof Leeuwarden
- 10 november 1978: Zitting ter behandeling van de zaak in hoger beroep bij het Gerechtshof te Leeuwarden, Vermaning wordt in deze zaak verdedigd door advocaat R. van der Molen.[35]
- 21 december 1978: Het Gerechtshof te Leeuwarden spreekt Tjerk Vermaning vrij van de aan hem ten laste gelegde oplichting (zoals gebruikelijk bij vrijspraak: wegens het ontbreken van voldoende wettig en overtuigend bewijs) [36][37][38][39][40] Het Hof achtte de bewijsvoering over de "valse vindplaatsen" benedenmaats alsook de beschuldiging dat Vermaning zelf iets met de stenen voorwerpen gedaan zou hebben dat het daglicht niet kon velen. Toen het hof dat eenmaal had vastgesteld voelde het zich ontslagen van een uitspraak over het al dan niet authentiek zijn van zijn vondsten: deze netelige kwestie liet het Hof uitdrukkelijk in het midden. Waterbolk verklaarde na de uitspraak in een uitzending van het tv-actualiteitenprogramma TROS Aktua: "Wat de mensen moeten denken is, dat het jammer is, dat deze zaak voor de rechtbank is gekomen. Want dit is een discussie, die in de wetenschap thuishoort".[41]

## Na de affaire

### 20e eeuw
- In de rechtszaak in de affaire-Vermaning werd weliswaar bewezen geacht dat de aangekochte artefacten hedendaagse machinale slijpsporen vertoonden en daardoor niet de geclaimde prehistorische oorsprong leken te kunnen hebben. De bijkomende omstandigheid die aannemelijk maakte dat het wel vervalsingen moest betreffen, namelijk dat de vondsten een mengelmoes van stijlen betrof die nergens elders in Europa was aangetroffen en ook de verdachte hoedanigheid dat juist amateur-archeoloog Vermaning die ermee op de proppen was gekomen in het dagelijks leven machineslijper van professie was, had onvoldoende bewijs opgeleverd dat de complexe delictsomschrijving van oplichting zou zijn vervuld (waarin onder meer sprake is van een vereist wederrechtelijk oogmerk) en dat de persoon Vermaning daarvan dan wel de dader moest zijn. Over de toedracht bestaan diverse mogelijke verklaringen,[42][43][44] waarin veelal op welwillende wijze jegens de machineslijper Vermaning de hypothese "niet wordt uitgesloten" dat hij, te goeder trouw, door anderen gebruikt werd om machinaal bewerkte stenen aan te bieden, dan wel, dat zijn vondsten echt zouden zijn maar de artefacten door de anders samengestelde bodem afwijkingen vertoonden. Een eventuele andere persoon kon een rol hebben gespeeld, waarbij verdachtmakingen werden geuit in de richting van Assien Bohmers.[45][46]
- Aanhangers van Vermaning sloegen de handen ineen om een front te vormen tegen "de officiële wetenschap" die Vermaning publiekelijk aan de schandpaal had genageld en verenigden zich in de organisatie Actieve Praktijkarcheologen Nederland (APAN), een vereniging met onder meer Bè Hoeksema uit Emmen, Jan Evert Musch uit Anloo en Klaas Geertsma uit Groningen als drijvende krachten, die ook na zijn dood nog streefde naar rehabilitatie van Vermaning, maar ook geteisterd werd door onderlinge twisten. Hoeksema en vele anderen stapten op en richtten een nieuwe organisatie op: de Stichting Archeologie en Monument (SAM). [47]
- In 1978 organiseren aanhangers van Vermaning in het Drouwenerzand-Museum te Drouwen de expositie Stenen Getuigen - Oud- en Middenpaleolitische Vondsten uit particulier bezit in Nederland.[48]. Onder hen bevinden zich de amateur-archeologen Musch, een ex-medewerker van het BAI en Ad Wouters, die in het proces tegen Vermaning voor de echtheid van zijn vondsten pleitten.[49]
- In 1980 publiceert de journalist Fred Vermeulen, redacteur bij de Winschoter Courant De onderste steen. Recht en Wetenschap in de knel: De Zaak Vermaning. Volgens hem zou er in elk geval bij het onderzoek naar de vondsten van Vermaning "op een wijze die de wetenschap onwaardig is" zijn ""geknoeid met de feiten". Hij attendeert daarin op tegenstrijdigheden die hij ontwaart in de bewijsvoering van Stapert en Waterbolk en noemt de getuige-deskundige Bosinski een "goochelaar".
- In 1983 maakte journalist Co Patist een documentaire voor de televisiezender Veronica over Tjerk Vermaning, die echter nooit zou worden uitgezonden. [50]
- In 1984 betoonden Waterbolk en Stapert zich gereserveerd jegens pogingen een hernieuwd onderzoek in te stellen voor een eerherstel van Vermaning, wat hen op de beschuldiging kwam te staan dat zij dit "tegenwerkten". [51]
- In januari 1986 kondigde Vermaning aan de archeologie vaarwel te zeggen en zei de hoop op eerherstel te hebben opgegeven.[52]
- In 1987 uitte Henk Kars, een medewerker van de Rijksdienst voor het Oudheidkundig Bodemonderzoek, zich kritisch over de bewijsvoering door Stapert in de strafzaak tegen Vermaning in 1975-1978.[53]
- In 1991 werd aan de hand van C14-datering vastgesteld dat de te Smilde gevonden schedel, waarvan Vermaning claimde dat deze van een neanderthaler was, hooguit uit de late middeleeuwen stammen.[54]
- In 1994 inspireerde de Affaire Vermaning de Tilburgse schrijver-acteur Herman Brand tot het schrijven van het drama Beroerde gronden, opgevoerd door het Brabantse theatergezelschap De Grootste Luxe na de KleurenTeevee onder regie van Ricardo Anemaet.[55]

### 21e eeuw

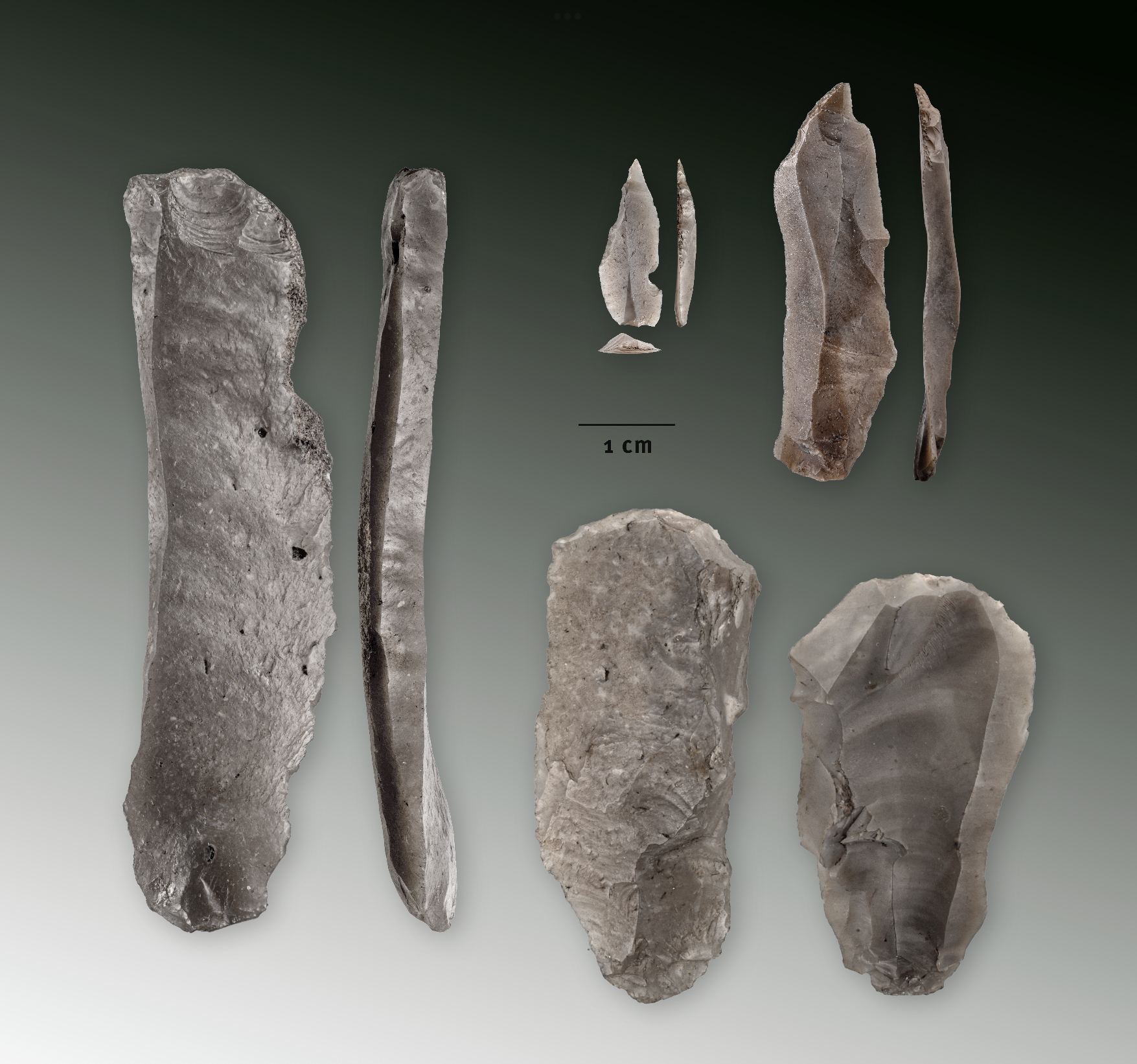
Enkele werktuigen van de Ahrensburgcultuur die Tjerk Vermaning bij Bovensmilde vond. Het is de eerste site van deze rendierjafercultuur in Noord-Nederland. In tegenstelling tot de vele vervalsingen in zijn collectie is dit een belangrijke echte groep artefacten. Links twee aanzichten van een steker (een beitelachtig werktuig), middenboven een Zonhovenspits (wellicht pijlbewapening), rechtsboven een kling met schuine afknotting en rechtsonder twee klingschrabbers.

- In 2004 werd het vondstcomplex Eemster door een niet bij de voorgaande perikelen betrokken groep wetenschappers onder leiding van Marcel Niekus opnieuw onderzocht. Tevens werden de oudere vondsten en gegevens uit de APAN-collecties in het onderzoek betrokken. De eindconclusie luidde dat het vondstcomplex Eemster uit recent vervaardigde artefacten bestaat en dat er dus geen sprake is van een archeologische vindplaats.[56] [57]
- In 2008 werd voor het eerst een echt neanderthaler-kampement voor Drenthe aangetoond,[58] naast verschillende midden-paleolitische vondstcomplexen die al uit omliggende provincies bekend waren.[59][60]
- In 2017 verscheen de roman Tjerk van Bennie Roeters. In deze roman ontmoet het personage "Tjerk Vermaning" de (fictieve) onberispelijke archeoloog "Hermen Hermsen", die anno 2017 terugkijkt op zijn leven dat is beïnvloed door Vermaning.
- In 2018 zou A. Wouters, die ter verdediging als "getuige" optrad in de strafzaak tegen Vermaning, worden beticht van het "sjoemelen" met vindplaatsen.[61]. Hij zou archeologische vindplaatsen hebben verzonnen.
- In 2018/2019 wijdde het Drents Museum een expositie aan de affaire: De Zaak Vermaning – Over een markant amateurarcheoloog in Drenthe  [62]
- In het in 2022 verschenen boek Valsheid in gesteente - waarom zijn de vuistbijlen van Tjerk Vermaning vals en wie zit er achter? wordt geconcludeerd dat de omstreden artefacten van Tjerk Vermaning vervalsingen zijn en dat Vermaning en amateurarcheoloog Ad Wouters achter deze vervalsingen zitten. Daarnaast ontdekte de groep auteurs - bestaande uit archeologen en andere onderzoekers - door empirisch onderzoek dat Wouters op grote schaal steentijdartefacten heeft vervalst die over heel Nederland verspreid zijn geraakt.[63][64][65][66][67] De groep amateurarcheologen van de APAN is ook na deze publicatie niet overtuigd dat het vervalsingen zijn.[68]

### Betekenis en gevolgen
De zaak-Vermaning had drie belangrijke gevolgen voor de Nederlandse archeologie van het Paleolithicum. De verhoudingen tussen de amateur- en de beroepswereld in de Nederlandse archeologie werden jarenlang negatief beïnvloed. Maar dat duurde niet erg lang: met name na 1985 daalde het aantal ‘non-coöperatieven’ onder de steentijd-amateurarcheologen aanzienlijk. In de 21ste eeuw is er, op enkele zeldzame uitzonderingen na, geen sprake meer van verwijdering tussen de beroeps en amateurarcheologen. Een tweede negatief gevolg was dat van een aantal belangrijk geachte vondsten de wetenschappelijke betekenis onduidelijk is. Vondstomstandigheden en herkomst kunnen vaag of zelfs gefingeerd zijn. Daarnaast nam de aandacht van de Nederlandse beroepsarcheologen voor de archeologie van de Oude Steentijd, maar ook voor het Midden-Paleolithicum, in eigen land enorm toe. Dit leidde onder meer tot de grote opgravingen in de Belvédère-groeve bij Maastricht.